# De Banjaard (bungalowpark)
De Banjaard is een vakantiepark met hotel in de Nederlandse provincie Zeeland. Het is gelegen in de gemeente Noord-Beveland, ten noordwesten van het dorp Kamperland. De naam van het park is ontleend aan de gelijknamige noordwestelijk gelegen zandplaat.

## Geschiedenis

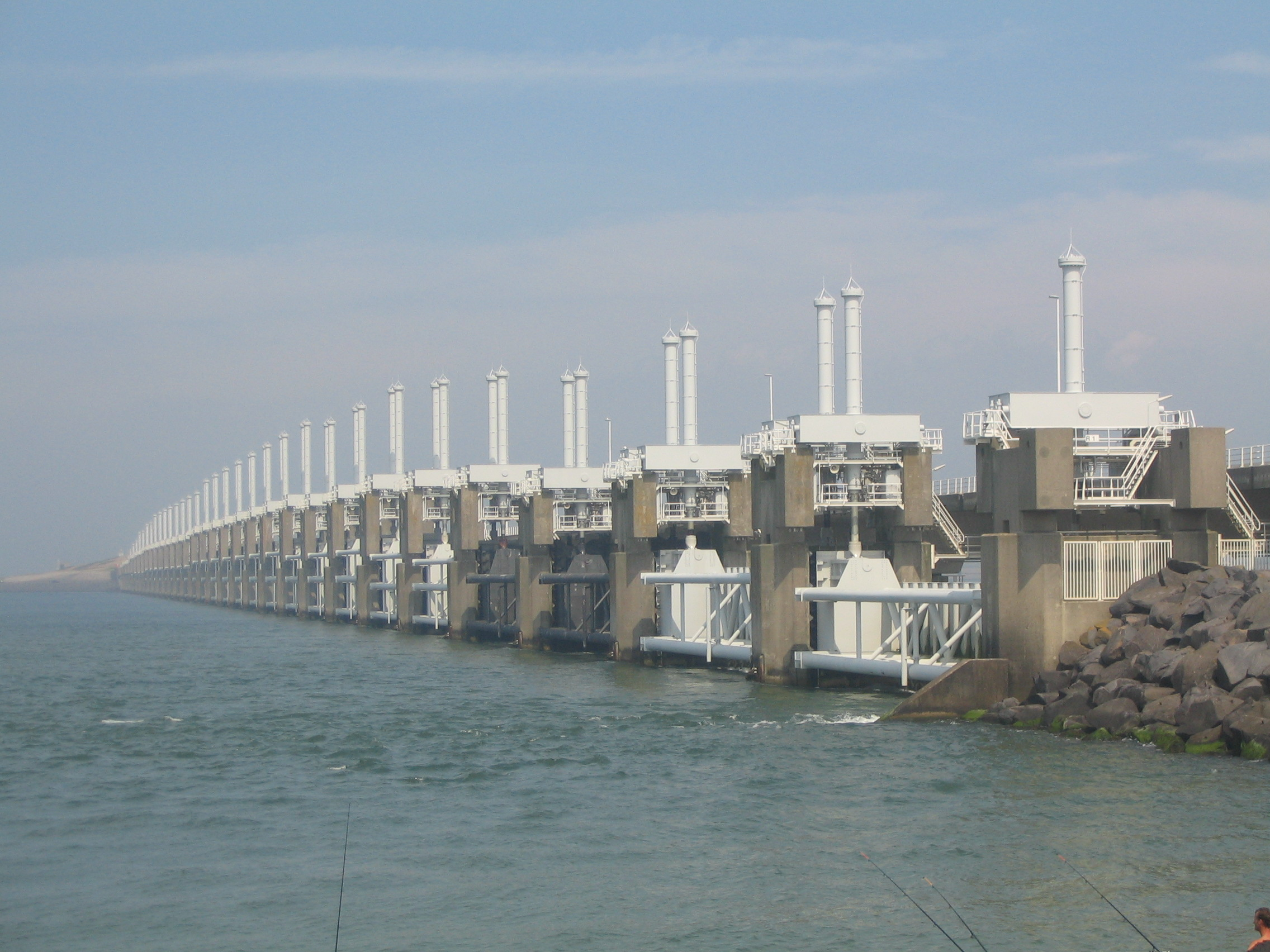
Oosterscheldekering gefotografeerd vanaf het Banjaardstrand

Bungalowpark de Banjaard werd gebouwd in 1959-1960 en bestaat uit zo’n 140 vakantiewoningen.
In de jaren 1995-1997 ontstond achter de Banjaard een nieuw vakantiepark, genaamd Roompot Residence De Banjaard. Het werd ontworpen door architect en projectontwikkelaar Matthijs Zeelenberg, die meer van dit soort parken tekende. Het bestaat uit een 600-tal deels geprefabriceerde vakantiehuisjes die gegroepeerd zijn rondom een centrum met winkels, restaurants en een zwembad. De onderkomens zijn voor een niet onbelangrijk deel opgebouwd uit pvc-kozijnen en vezelcement planken om de zoute zeelucht te kunnen weerstaan.

## Omgeving
Langs De Banjaard loopt de niet-autosnelweg Rijksweg 57 die de verbinding vormt tussen Middelburg en Rotterdam. Het vakantiedorp ligt net ten zuiden van de Oosterscheldekering. Ten noorden en westen van het park vindt men de Kamperlandse duintjes, een van de weinige duingebiedjes die Noord-Beveland telt. Het strand bij het park is Banjaardstrand genaamd.

## Panorama

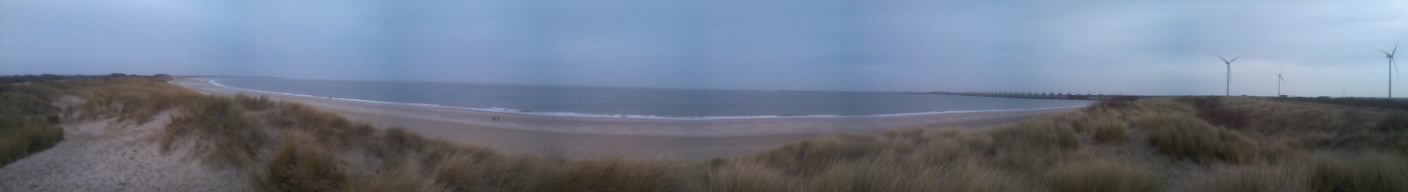
Panorama van het Banjaardstrand met de Oosterscheldekering op de achtergrond